# Milton Peláez
Milton Ramón Eliseo Peláez Matos (* 15. April 1945 in Barahona; † 4. Juli 2006 in Santo Domingo) war ein dominikanischer Rockmusiker, Komponist und Komiker.
Neben einer Violinausbildung studierte Peláez Medizin und Psychiatrie. Bereits 1959 gründete er mit dem Schauspieler Pericles Mejía, José Manuel Henriquez (Mané), Jorge Taveras und Mac Cordero Los Happy Boys, bei denen er als Schlagzeuger und Bandleader fungierte. Es war die erste Rockband der Dominikanischen Republik. Sie debütierte auf Vermittlung der Moderatoren Pepe Bonilla und Tutín Beras Goico in der Sendung El 777 beim Sender Antena Latina und war der lokale Gegenpart beim Auftritt Bill Haleys und seiner Comets bei seinem Auftritt im Teatro Agua y Luz in Santo Domingo. Carmencita, Todo lo que tengo und Viejito Yeyé waren die ersten dominikanischen Rocksongs in spanischer Sprache und wurden von Peláez komponiert und gesungen.
Mit Freddy Beras Goico, Felipe Polanco, Cuquín Victoria und Cecilia García war Peláez außerdem sehr erfolgreich in der humoristischen Fernsehshow 4x4. Am 4. Juli 2006 kam er bei einer Auseinandersetzung mit einem Freund wegen Schulden durch einen Schuss ums Leben.